# Mar de Pechora

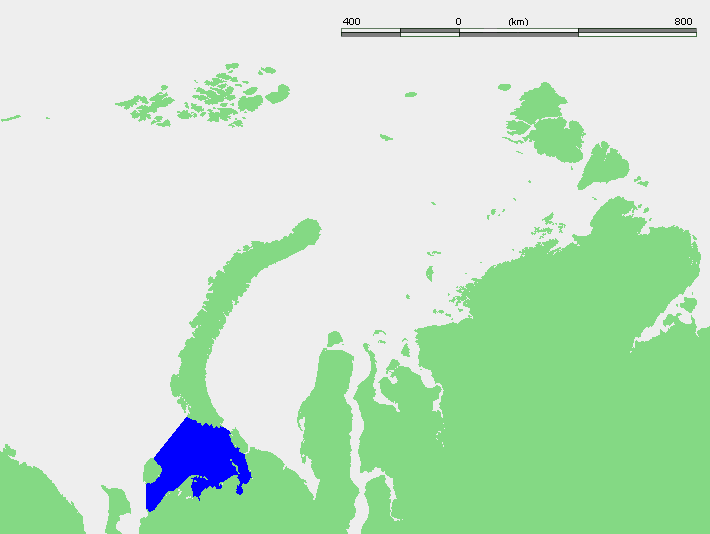
Localização do mar de Pechora.

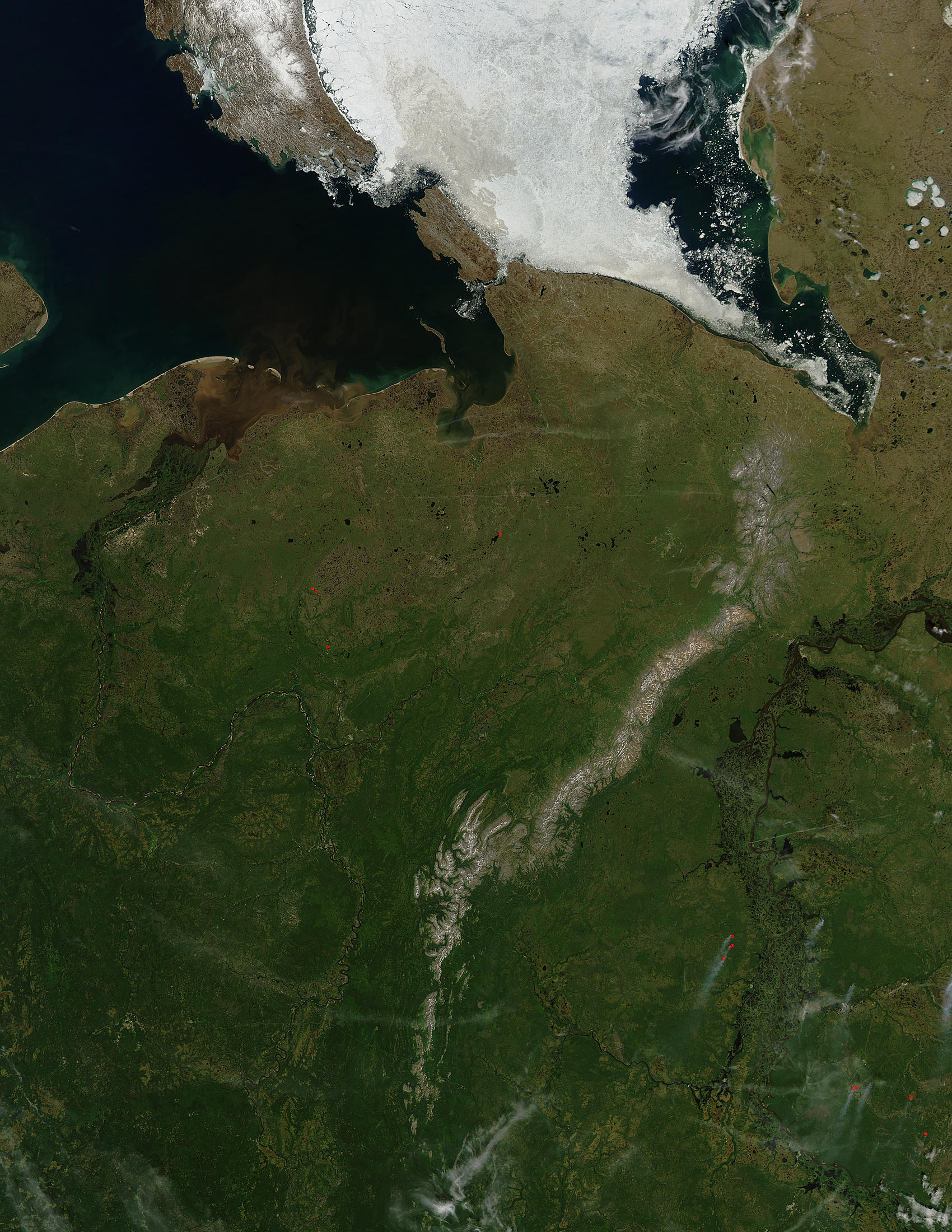
Imagem de satélite do mar de Pechora livre de gelo e do mar de Kara totalmente coberto.

O mar de Pechora (em russo:  Печо́рское мо́ре, ou Pechorskoye More) é um mar no noroeste da Rússia, que constitui a  parte sudeste do mar de Barents, entre a ilha Kolguyev a oeste e a ilha Vaygach e a península Yugorsky a leste, indo até à costa sul de Nova Zembla.
O mar de Pechora é muito pouco profundo, com a profundidade média de apenas 6 m. O ponto mais fundo atinge os 210 m. Na parte sul corre para leste a corrente Kolguyev. Tem algumas ilhas próximas da costa, a maior das quais a ilha Dolgiy.
O mar de Pechora fica bloqueado por gelo flutuante entre novembro e junho. O principal rio tributário é o rio Pechora.

## Ecologia
As pescas no Mar de Barents, em particular do bacalhau, são de grande importância para a Noruega e a Rússia. Há uma diversidade de fauna da zona bentónica no Mar de Pechora. Adicionalmente há uma população de características genéticas próprias de urso-polar associada ao Mar de Barents.
Actualmente há alguma exploração de petróleo no Mar de Pechora nos campos Dolginskoye e Prirazlomnoye. O impacto negativo a nível ecológico desta exploração industrial é significativo e do mesmo nível de impacto negativo provocado pela exploração de petróleo feita pelos Estados Unidos ou pela Inglaterra.